# Провенанс
Провена́нс (англ. provenance — походження, попередня історія) — термінологічна позначка попередньої історії витворів мистецтва, серед широкого кола яких — живопис, гравюра, малюнок, перський килим чи гобелен, меблі, порцеляна, скульптура, вітраж.
Має велике значення для встановлення оригінальності твору. Провенанс важливий і для музеїв, і для виставок, і для мистецьких аукціонів, бо від оригінальності твору залежить його продажна, аукціонна ціна. Але одного провенансу для підтвердження оригінальності твору мало.
Точно встановлений провенанс є підтвердженням оригінальності в низці експертиз, приналежності твору окремому художнику чи історичній епосі. Зазвичай провенанс оприлюднюють у аукціонних каталогах, в мистецтвознавчих вердиктах, в наукових мистецтвознавчих працях. Провенанс — важлива частина мистецтвознавчих експертиз.

## Приклади вдалого провенансу

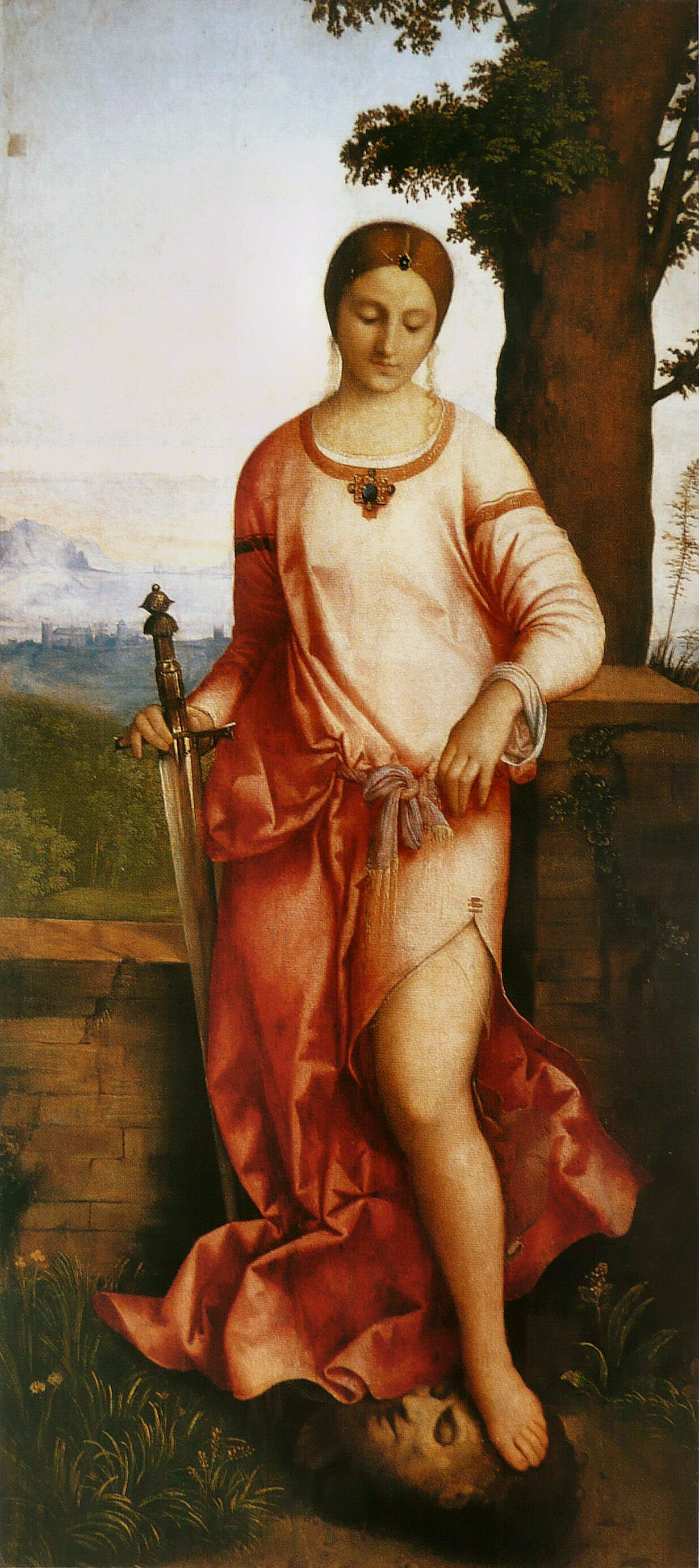
Юдита, Ермітаж

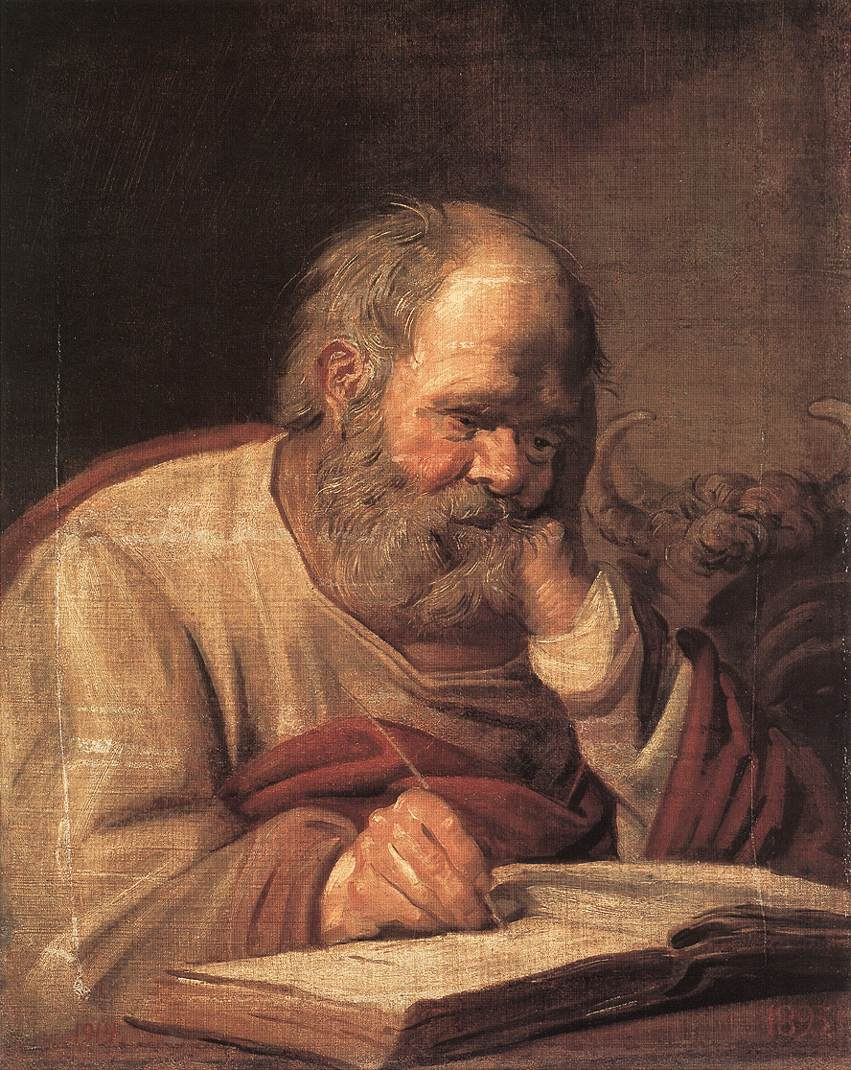
Худ. Франс Галс. Ранішній твір « Євангеліст Лука» на релігійну тему.

- Ім'я рано померлого художника Джорджоне з Венеції забули, а його картини століттями вважали творами пензля то Рафаеля Санті, то Тиціана. Картина Юдита — навіть декілька разів була гравійована, але з ім'ям — Рафаель Санті, що тільки заплутувало ситуацію. Лише з другої половини 19 ст. почалося ретельне вивчення архівів. Тоді і знайшли "Записи про твори мистецтва " Маркантоніо Мікіелі, де той дав опис декількох картин Джорджоне, які бачив сам. На щастя, описи були такі детальні, що дослідникам було досить легко розпізнати оригінальні картини таємничого Джорджоне в різних колекціях. Про деякі картини навіть не знали. Так коло оригінальних картин Джорджоне значно збільшилось завдяки вдалому провенансу. Стилістичний та хімічний аналізи підтвердили висновки мистецтвознавців.

- Ще у 1958 р. Лінник Ірина Володимирівна передивилася картини Музею західного і східного мистецтва (Одеса) . Під час огляду звернула увагу на два полотна з чоловічими фігурами та атрибутами євангелістів. Розшуки в архівах довели, що картин було не дві, а чотири і що це серія «Євангелісти». В місті Гаага їх продали разом у 1760 р. Картини перепродали ще декілька разів, але зазначили розміри та зображення. А в каталозі картин Імператорського Ермітажу картини зазначені під 1773 роком. Під час ревізії власної збірки імператриця Катерина ІІ видалила «Євангелістів» для оснащення церков в новоприєднаних губерніях Півдня Російської імперії. В 20 столітті дві картини серії потрапили в Одесу, а пізніше їх і дослідила І. Лінник.

З архівів Голландії стало відомо, що в початковий період творчості художник-портретист Франс Халс малював релігійні образи. Вдалий провенанс І. Лінник був підтверджений знахідкою ще одного з Євангелістів з підписом Халса за кордоном. А висновки Лінник про наявність в Одесі (Україна) двох оригіналів великого голландського художника підтвердили закордонні мистецтвознавці.